# King’s Cup (Fußball) 2013
Der King’s Cup 2013 (thailändisch คิงส์คัพ 2013) war die 42. Austragung eines Fußballwettbewerbs in Thailand. Ausgetragen und organisiert wurde der Wettbewerb vom thailändischen Fußballverband.

## Teilnehmende Mannschaften
| Mannschaft | Nationaler Verband               | Regionaler Verband | Kontinentalverband | FIFA-Weltrangliste |
| ---------- | -------------------------------- | ------------------ | ------------------ | ------------------ |
| Thailand   | Football Association of Thailand | AFF                | AFC                | 138. Platz         |
| Schweden   | Svenska Fotbollförbundet         |                    | UEFA               | 19. Platz          |
| Nordkorea  | DVR Korea Football Association   | EAFF               | AFC                | 99. Platz          |
| Finnland   | Suomen Palloliitto               |                    | UEFA               | 84. Platz          |

## Modus
Sollte es nach der regulären Spielzeit unentschieden stehen, wird die Entscheidung im Elfmeterschießen herbeigeführt. Es gibt keine Verlängerung. Es können drei Spieler ausgetauscht werden.

## Austragungsort
Alle Spiele fanden in Chiangmai im 25.000 Zuschauer fassenden 700th Anniversary Stadium statt.

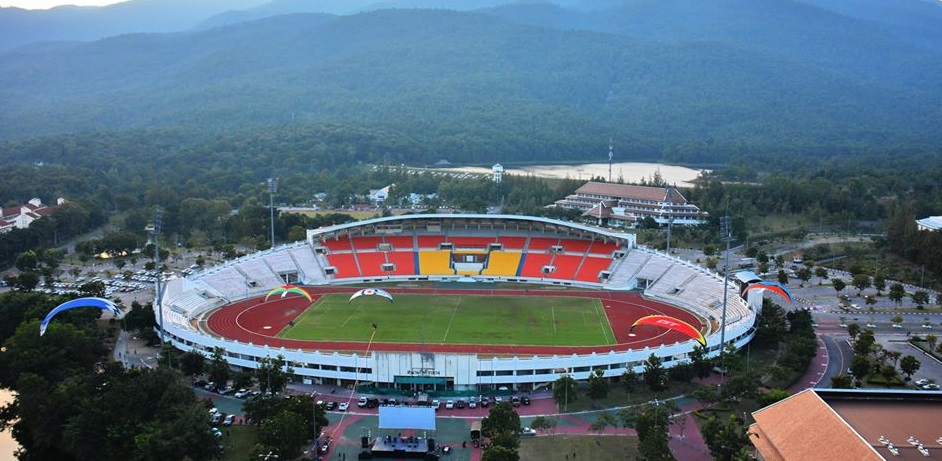
700th Anniversary Stadium

## Spiele

### Übersicht
|  | Halbfinale                   | Halbfinale                   | Halbfinale                   |   |          | Finale                       | Finale                       | Finale                       |
|  |                              |                              |                              |   |          |                              |                              |                              |
|  | 23. Januar 2013 um 17:00 Uhr |                              |                              |   |          |                              |                              |                              |
|  | 1                            | Schweden                     | 1 (4)                        |   |          |                              |                              |                              |
|  | 2                            | Nordkorea                    | 3 (1)                        |   |          | 26. Januar 2013 um 17:00 Uhr | 26. Januar 2013 um 17:00 Uhr | 26. Januar 2013 um 17:00 Uhr |
|  |                              |                              |                              | 1 | Schweden | 3                            |                              |                              |
|  | 23. Januar 2013 um 19:00 Uhr | 23. Januar 2013 um 19:00 Uhr | 23. Januar 2013 um 19:00 Uhr |   | 4        | Finnland                     | 0                            |                              |
|  | 3                            | Thailand                     | 1                            |   |          |                              |                              |                              |
|  | 4                            | Finnland                     | 3                            |   |          | Spiel um Platz 3             | Spiel um Platz 3             | Spiel um Platz 3             |
|  |                              |                              |                              |   |          | 3                            | Thailand                     | 2                            |
|  | 2                            | Nordkorea                    | 2                            |   |          |                              |                              |                              |
|  |                              |                              |                              |   |          | 26. Januar 2013 um 15:00 Uhr |                              |                              |

### Halbfinale
| Datum                        |          | Ergebnis        |           |
| ---------------------------- | -------- | --------------- | --------- |
| 23. Januar 2013 um 17:00 Uhr | Schweden | 1:1 (4:1 i. E.) | Nordkorea |
| 23. Januar 2013 um 19:00 Uhr | Thailand | 1:3             | Finnland  |

### Spiel um Platz 3
| Datum                        |          | Ergebnis |           |
| ---------------------------- | -------- | -------- | --------- |
| 26. Januar 2013 um 15:00 Uhr | Thailand | 2:2      | Nordkorea |

### Finale
| Datum                        |          | Ergebnis |          |
| ---------------------------- | -------- | -------- | -------- |
| 26. Januar 2013 um 17:00 Uhr | Schweden | 3:0      | Finnland |

## Platzierung
| Platz    | Mannschaft         |
| -------- | ------------------ |
| 1. Platz | Schweden           |
| 2. Platz | Finnland           |
| 3. Platz | Thailand Nordkorea |